# Haradagere, Gubbi
Haradagere là một làng thuộc tehsil Gubbi, huyện Tumkur, bang Karnataka, Ấn Độ.